# Wahlenbergia exilis
Wahlenbergia exilis är en klockväxtart som beskrevs av A.Dc. Wahlenbergia exilis ingår i släktet Wahlenbergia och familjen klockväxter. Inga underarter finns listade i Catalogue of Life.